# Liste der Naturdenkmale in Amtsberg
Die Liste der Naturdenkmale in Amtsberg nennt die Naturdenkmale in Amtsberg im sächsischen Erzgebirgskreis.

## Definition
„Naturdenkmäler sind rechtsverbindlich festgesetzte Einzelschöpfungen der Natur oder entsprechende Flächen bis zu fünf Hektar, deren besonderer Schutz erforderlich ist
1. aus wissenschaftlichen, naturgeschichtlichen oder landeskundlichen Gründen oder
2. wegen ihrer Seltenheit, Eigenart oder Schönheit.“

„§ 18 – Naturdenkmäler – (zu § 28 BNatSchG)
(1) Die Erklärung nach § 22 Abs. 1 BNatSchG von Teilen von Natur und Landschaft als Naturdenkmal erfolgt durch Rechtsverordnung oder Einzelanordnung.
(2) Über § 28 Abs. 1 BNatSchG hinaus können Naturdenkmäler zur Sicherung von Lebensgemeinschaften oder Lebensstätten von im Bestand gefährdeten oder streng geschützten Arten festgesetzt werden.“

## Liste
Link zu einem Kartenansichtstool, um Koordinaten zu setzen.
| Bild                          | Bezeichnung                                | Lage                                                     | Beschreibung                 | Datum                                                                  | Nummer     |
| ----------------------------- | ------------------------------------------ | -------------------------------------------------------- | ---------------------------- | ---------------------------------------------------------------------- | ---------- |
| BW                            | Altarm Zwönitz                             | Amtsberg (50° 44′ 29,8″ N, 12° 58′ 14,4″ O)              | Fläche: ca. 37894 m²         | Verordnung des Landratsamtes Chemnitz vom 2. 11. 1993, SächsGVBl. S. 1 | 364.23-001 |
| mehr Fotos \| Fotos hochladen | Krokuswiese                                | Schlösschen (50° 43′ 59,5″ N, 13° 2′ 38,3″ O)            | Fläche: ca. 923 m²           | Beschluss des Rates des Kreises Zschopau Nr. 81 vom 21. 3. 1958        | 364.23-002 |
| BW                            | Orchideenwiese oberhalb Wasserhaus Gelenau | Amtsberg (50° 43′ 23,8″ N, 12° 59′ 45,6″ O)              | Fläche: ca. 19641 m²         | Beschluss des Rates des Kreises Zschopau Nr. 70/77 vom 17. 3. 1977     | 364.23-005 |
| BW                            | Teichgrundstück - Heller Teich             | Amtsberg (50° 44′ 19,2″ N, 13° 0′ 46,5″ O)               | Fläche: ca. 2486 m²          | Beschluss des Rates des Kreises Zschopau vom 15. 11. 1984, Nr. 280     | 364.23-004 |
| BW                            | Teichgrundstück - Tiefer Teich             | Amtsberg (50° 44′ 29,1″ N, 13° 0′ 49,6″ O)               | Fläche: ca. 10571 m²         | Beschluss des Rates des Kreises Zschopau Nr. 280 vom 15. 11. 1984      | 364.23-003 |
| Fotos hochladen               | Eiche                                      | Dittersdorf Kirchsteig (50° 45′ 7,8″ N, 12° 59′ 57,7″ O) | als Naturdenkmal beschildert | ?                                                                      |            |